# LA 갈비
LA 갈비는 구이용 소갈비의 한 종류이며, 돼지갈비로 만들기도 한다. 일반적으로 구이용 갈비는 뼈 방향으로 잘라내서 칼로 살을 넓게 펼친 형태를 말하지만, LA 갈비는 통 갈비대를 뼈와 직각 방향으로 자른 후 중간중간 작은 갈비뼈가 붙어있는 형태이다.

## 유래
LA 갈비의 유래에는 몇 가지 설이 있다.
"LA갈비"라는 이름은 갈비가 썰리는 방향(lateral)에 의해서 붙여진 이름이라는 것이다. 실제로 일차절단갈비에서 6~8번 부위를 천연근 봉합선을 따라 바깥쪽 근육을 제거하고 지방 정선 작업을 하여 얻는 부위이다.
다른 설로는 1970년대~1980년대 미국 로스앤젤레스의 한인 교포들이 미국인들이 잘 먹지 않아 저렴한 갈비살을 사다 양념을 발라 구워 먹던 방식을 한국에 수입되면서 불리게 되었다는 설이다.